# Port lotniczy An-Nuhud
Port lotniczy An-Nuhud (IATA: NUD, ICAO: HSNH) – port lotniczy położony w miejscowości An-Nuhud, w Sudanie.